# Hötjärnen (Los socken, Hälsingland)
Hötjärnen är en sjö i Ljusdals kommun i Hälsingland och ingår i Ljusnans huvudavrinningsområde.